# Bhutia (peuple)
Pour les articles homonymes, voir Bhutia.

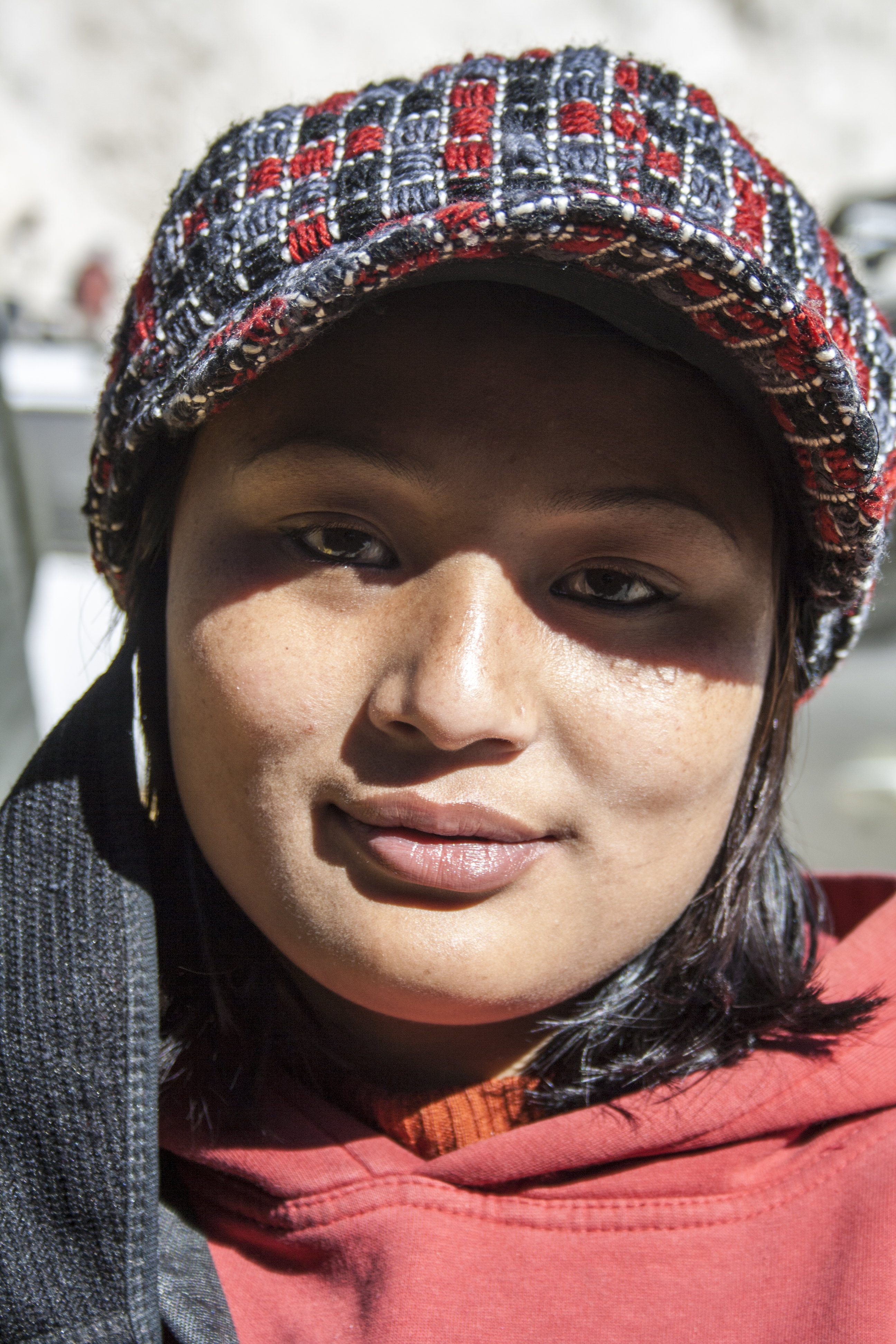
Femme Bhutia au Sikkim.

Les Bhutia (བོད་ རིགས, sikkimais : drenjongpa / drenjop, tibétain : འབྲས་ལྗོངས་པ, Wylie : Bras-ljongs-pa, "habitants du Sikkim", au Bhoutan : Dukpa) sont une communauté de personnes d'origine tibétaine, qui parlent lhopo ou sikkimais, un dialecte tibétain relativement compréhensible mutuellement avec les locuteurs du tibétain standard. Ils se sont installés en Inde (au Sikkim, Bengale-Occidental et d'autres régions), au Bhoutan et au Népal autour du XVe siècle.

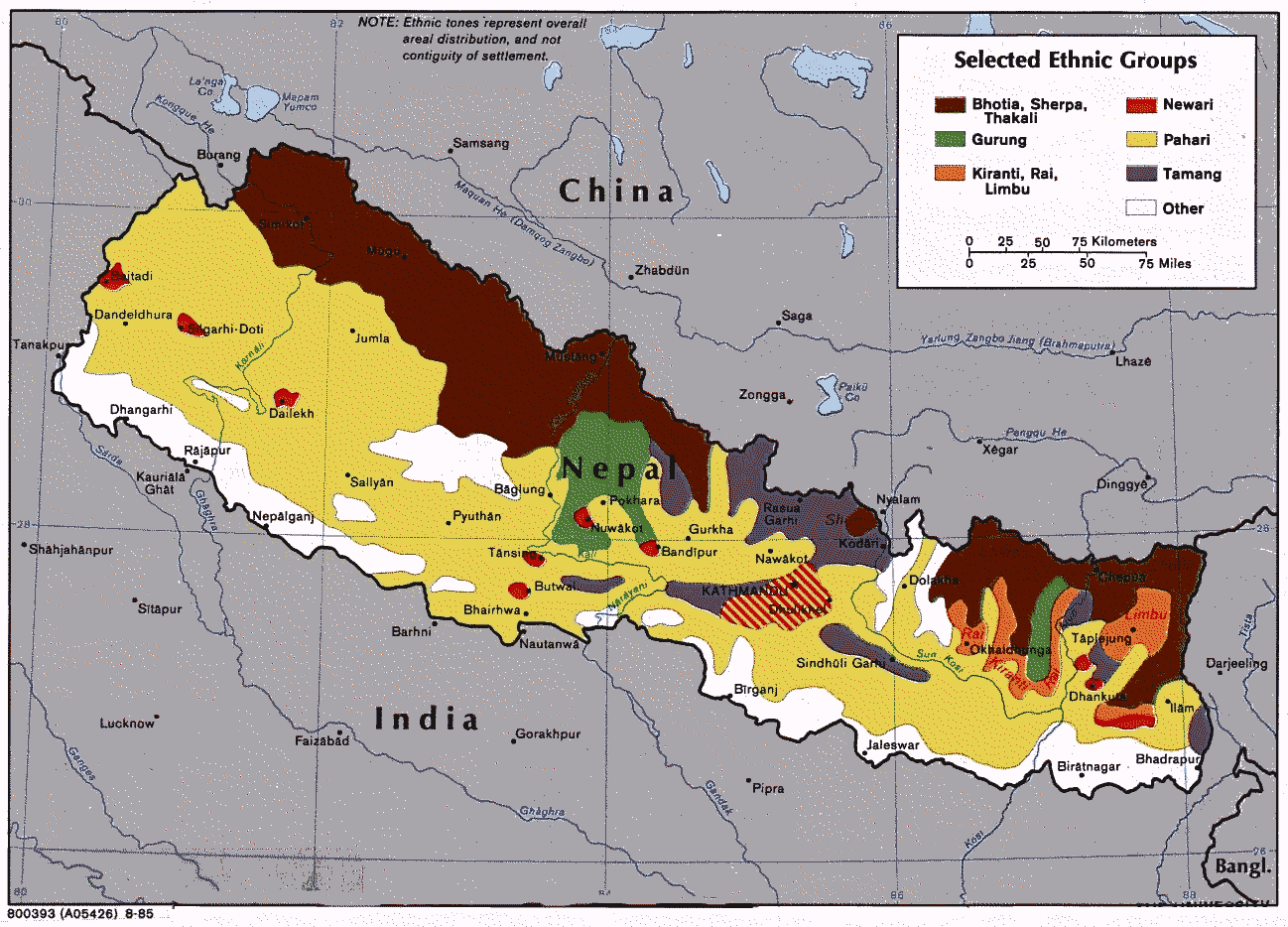
Groupes ethniques principaux du Népal :
Bhotia, Sherpa, Thakali
Gurung
Kiranti, Rai, Limbu
Pahari
Tamang

En 2001, les Bhutia comptaient environ 70 300 personnes.

## Statut en Inde
Au sein du dominion de l'Inde, les Bhutia sont reconnus comme tribu répertoriée (en) dans les États du Sikkim, du Bengale-Occidental et du Tripura.
Le 26 août 2015, lors de sa visite à Darjeeling, Mamata Banerjee, dirigeant du gouvernement du Bengale-Occidental, a annoncé la formation d'un conseil de développement séparé pour la communauté Bhutia.